# Экономический кризис в Израиле 1983 года
Банковский кризис в Израиле — серьезный финансовый кризис, который произошел в Израиле в 1983 году и привел к национализации крупнейших банков в Израиле, а также к значительному снижению стоимости государственных инвестиций в акции банков в рамках «договоренности о банковских акциях».

## Причины
Кризис возник в результате преднамеренных действий большинства крупных банков по регулированию цен на свои акции, обеспечивая при этом устойчивый и непрерывный рост цен на акции и предотвращая падение или даже остановку уровня цен даже на один день. Банки выкупали свои собственные акции, создавая видимость постоянного спроса на акции и искусственно поддерживая их стоимость. Для этого банки использовали деньги своих вкладчиков и инвесторов, которых убеждали покупать акции банков в качестве «солидного вложения».
Согласно отчету Бейского, этот процесс начался ещё до 1970-х годов. Банк Апоалим искусственно поддерживал цены на свои акции; за ним последовали Банк Леуми и Дисконт.
В 1983 году вкладчики потеряли доверие акциям банка, начали продавать их и вкладывать в иностранную валюту.
К октябрю 1983 года у банков больше не было капитала для выкупа акций и поддержания цен. Цены на акции банка рухнули. Тель-Авивская фондовая биржа была закрыта на восемнадцать дней, начиная с 6 октября 1983 года. Как следствие, эти банки были национализированы государством.

## Последствия
Ущерб государству оценивается в 10 миллиардов долларов.
Для расследования кризиса была созвана комиссия во главе с судьей Моше Бейски.
Главы банков и пять бухгалтеров были признаны виновными в уголовных преступлениях и осуждены на различные тюремные сроки.
Начался рост инфляции: 191 % в 1983 году, 445 % в 1984, а в 1985 инфляция угрожала достичь четырёхзначной величины. Правительство национального единства под руководством Шимона Переса (Авода) с участием Ицхака Модаи (Ликуд) в качестве министра финансов инициировала программу чрезвычайной экономической стабилизации. Эта программа проводилась в сотрудничестве с Гистадрутом и Объединением предпринимателей. Благодаря ей уровень инфляции упал до 185 % в 1985 году и до 21 % в 1989.